# 法の哲学
『法の哲学』(独: Grundlinien der Philosophie des Rechts) は、1821年にフリードリヒ・ヘーゲルによってあらわされた国家を主題とした政治哲学・法哲学の著作である。『法哲学』『法哲学綱要』『法哲学要綱』『法哲学講義』などとも呼ばれる。
1770年にドイツで生まれたヘーゲルは1801年からイェーナ大学で勤務しており、この時期に為された法哲学の論考『自然法の法学的取り扱い方』、『人倫の体系』などが本書『法の哲学』の基礎になっている。以前はイェナ大学の講師、ニュンベルク・ギムナジウムの教授を経て1818年にベルリン大学に移り、ここで本書は出版された。1831年に死去するまでに生前に出版された最後のヘーゲルの著作である。現在読まれている内容では死後にヘーゲルの講義の受講生が編集した解説や補遺が加えられており、ヘーゲルが直接執筆した文章ではないことに注意を要する。内容としては所有や契約、不法について論じる第1部抽象法、責任、福祉、良心について論じる第2部道徳、家族、市民社会、国家について論じる第3部倫理から成り立っている。
ヘーゲルによれば、客観的精神とは家族や市民社会、国家などの自由な人間の行為により生み出される精神の客観態である。それは抽象法、道徳性、人倫の三つの段階に区分され、この段階を通じて個別性と普遍性を統合する。ヘーゲルは人倫もまた三段階に区分し、家族、市民社会、国家から成るものと捉える。家族とは愛情や感覚という形式における主体と客体の統一の段階であり、市民社会は市場においてもたらされる欲望に基づく労働の体系であり、国家は市民社会の欲望の体系を包摂しながら立法権や執行権、君主権を用いて普遍性を現実化させるために市民社会の利己性を監視する。また国家は対外的には普遍性ではなく国際社会における特殊性を実現する意義がある。

## 構成
- 序文
- 緒論
- 第1部 - 抽象的な権利ないし法
  - 第1章 - 自分のものとしての所有
    - A 占有所得
    - B 物件の使用
    - C 自分のものの外化、ないしは所有の放棄
    - 所有から契約への移行

  - 第2章 - 契約
  - 第3章 - 不法
    - A 無邪気な不法
    - B 詐欺
    - C 強制と犯罪
    - 権利ないし法から道徳への移行
- 第2部 - 道徳
  - 第1章 - 企図と責任
  - 第2章 - 意図と福祉
  - 第3章 - 善と良心
  - 道徳から倫理への移行
- 第3部 - 倫理
  - 第1章 - 家族
    - A 婚姻
    - B 家族の資産
    - C 子どもの教育と家族の解体
    - 家族から市民社会への移行

  - 第2章 - 市民社会
    - A 欲求の体系
      - a 欲求の仕方と満足の仕方
      - b 労働の仕方
      - c 資産

    - B 司法活動
      - a 法律としての法
      - b 法律の現存在
      - c 裁判

    - C 福祉行政と職業団体
      - a 福祉行政
      - b 職業団体

  - 第3章 - 国家
    - A 国内公法
      - Ⅰ それ自身としての国家体制
        - a 君主権
        - b 統治権
        - c 立法権

      - Ⅱ 対外主権

    - B 国際公法
    - C 世界史

## 日本語訳
- 高峯一愚訳『法の哲学 自然法と国家学』（論創社、1983年）
- 三浦和男訳『法権利の哲学』（未知谷、1991年）
- 藤野渉・赤沢正敏訳『法の哲学 Ⅰ・Ⅱ』（長谷川宏 解説、中公クラシックス、2001年）
- 長谷川宏訳『ヘーゲル 法哲学講義』（作品社、2000年、新装版2022年）
- 上妻精・佐藤康邦・山田忠彰訳『法の哲学 自然法と国家学の要綱』

「ヘーゲル全集 9 a・b」岩波書店、2000-2001年／岩波文庫（全2巻）、2021年